# Anna Vološyna
Anna V'jačeslavivna Vološyna (in ucraino Анна В'ячеславівна Волошина?; Charkiv, 26 settembre 1991) è una nuotatrice artistica ucraina.

## Carriera
Vološyna ha iniziato a praticare il nuoto sincronizzato all'età di 10 anni e nel 2009 è avvenuto il suo debutto internazionale. L'anno successivo ha preso parte agli europei di  Budapest 2010 vincendo la medaglia di bronzo nella gara a squadre. In seguito ha partecipato anche ai suoi primi campionati mondiali, continuando a competere in squadra.
A partire dai mondiali di Barcellona 2013 Anna Vološyna ha iniziato a rappresentare l'Ucraina gareggiando anche nel singolo e nel duo. Nel duo, insieme a Lolita Ananasova, manca per poco il terzo posto alle Olimpiadi di Rio de Janeiro 2016 totalizzando il punteggio 187.1358 contro il 188.0547 ottenuto dalle giapponesi Yukiko Inui e Risako Mitsui.

## Palmarès
- Mondiali

Barcellona 2013: bronzo nella gara a squadre (programma tecnico e libero) e nel libero combinato.
Kazan 2015: bronzo nel duo (programma libero).
Budapest 2017: argento nella gara a squadre (programma libero combinato), bronzo nel singolo (programma tecnico e libero), nel duo (programma tecnico e libero) e nella gara a squadre (programma libero).
- Europei

Budapest 2010: bronzo nella gara a squadre e nel libero combinato.
Eindhoven 2012: argento nella gara a squadre e nel libero combinato.
Berlino 2014: oro nel libero combinato, argento nel duo e nella gara a squadre, bronzo nel singolo.
Londra 2016: oro nella gara a squadre (programma libero); argento nel singolo (programma libero e tecnico), nel duo (programma libero e tecnico), nella gara a squadre (programma tecnico) e nel libero combinato.